# Ariana Arias

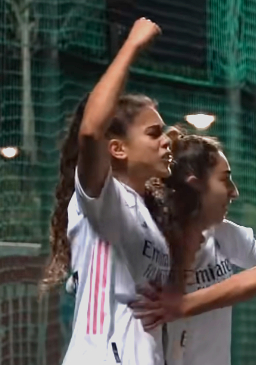
Ariana Arias cuando estaba en el Real Madrid Femenino

Ariana Arias (Madrid; 25 de mayo de 2003), mejor conocida simplemente como Ari, es una futbolista española que milita en el Costa Adeje Tenerife de la Liga Española después de militar en el Wolsburgo alemán la temporada 2024/2025. En el verano del 2022 debutó con el Real Madrid Femenino en Primera División.

## Trayectoria
Comenzó a jugar al fútbol muy temprano en el Colegio Miramadrid de Paracuellos de Jarama. Allí permaneció hasta 2018 cuando ingresó en las categorías formativas del Club Deportivo TACON, y fue compaginando el cadete con el juvenil, en donde destacaba su alta capacidad goleadora. En la temporada 2019-20, su gran progresión le permitió debutar como profesional en la Primera División de España. El hecho se produjo el 27 de octubre en la derrota por 3-1 frente al Real Club Deportivo de La Coruña. Entró en los instantes finales del encuentro sustituyendo a Daiane Limeira.
Cerró la temporada con un total de cuatro encuentros con el primer equipo antes de que la competición se viera suspendida debido a un brote del coronavirus tipo 2 del síndrome respiratorio agudo grave, una pandemia global vírica que llegó a Europa desde Asia, que tras el alto número de muertes y contagios entre la población obligó a una reclusión domiciliaria y por ende la cancelación de los torneos deportivos. A diferencia del campeonato masculino, que pudo reanudarse bajo unas estrictas medidas sanitarias y protocolarias cuando hubo remitido después de meses, la femenina no se reanudó y el equipo finalizó en décima posición —la que ocupaba antes del confinamiento—, manteniendo así la categoría.
Sus actuaciones durante la temporada la llevaron a ser convocada por la selección española sub-17.

### Promesa del Real Madrid Club de Fútbol
Fueron los acontecimientos previos antes de que el club sufriera una fusión por absorción por la que se creó el Real Madrid Club de Fútbol Femenino. Tras aprobar la operación los socios compromisarios de la entidad madridista, se estableció el 1 de julio de 2020 como sección femenina del Real Madrid Club de Fútbol. Las categorías inferiores pasaron por ende a formar parte de la disciplina madridista, y Ariana fue una de las jugadoras con las que contó su nuevo club.
Al igual que ya hiciera en el club taconero, compaginó entrenamientos y actuaciones tanto con el primer equipo como con el filial, el Real Madrid Club de Fútbol Femenino "B", con el que fue inscrita. Debutó oficialmente con el primer equipo el 11 de octubre, en el que fue el segundo partido oficial del club. El encuentro, disputado frente al Valencia Club de Fútbol finalizó con un resultado de empate a un gol, y Ariana entró en los últimos minutos en sustitución de Sofia Jakobsson. Fue la primera canterana de la corta historia del club en debutar con el primer equipo. Tras el partido manifestó:

“Feliz por mi debut con el Real Madrid, gracias por la gente que ha confiado en mi y al club por darme oportunidades como estas... ahora a seguir trabajando y pensando en el siguiente partido.”
Madrid. 11 de octubre de 2020. Declaraciones de Ariana tras su debut con el Real Madrid Club de Fútbol.

Jugadora de gran proyección y alta capacidad goleadora, en su última temporada de juvenil anotó un total de 47 tantos en solo 14 partidos, una media de 3.38 por encuentro, que la proclamaron máxima realizadora de la Preferente Juvenil de Madrid. Esa misma temporada compaginó la categoría juvenil con el equipo filial, con el que anotó 18 goles en 10 partidos en Primera Regional de Madrid —quinta categoría—. Con el equipo situado líder destacado del campeonato, la pandemia posibilitó el ascenso a la Preferente de Madrid —la antesala del fútbol nacional— tras dar validez al estado de las clasificaciones antes de la suspensión. Los registros fueron similares en su temporada anterior, donde anotó un total de 55 goles en 27 encuentros, en Preferente Juvenil, y donde también fue la máxima anotadora del campeonato.
Su primer tanto en la máxima categoría y con el primer equipo fue el 13 de diciembre, en la victoria por 1-8 frente al Real Club Deportivo Espanyol, y se convirtió así en la goleadora más joven de la historia del club al hacerlo con 17 años y 202 días.
El 30 de junio de 2024, Arias fue anunciada como nueva jugadora del VfL Wolfsburgo.

## Selección
En la temporada 2019-20 fue convocada asiduamente para entrenamientos y partidos preparatorios con la selección española sub-17 para la disputa del Europeo sub-17 de Suecia 2020, pero antes de poder disputar algún encuentro la pandemia canceló el torneo. Ya en 2021 fue convocada por primera vez con la categoría sub-19 en vistas a la preparación del Mundial sub-20 de Costa Rica 2022.

## Estadísticas

### Formativas
| Formativas              | Temporada        | Div.             | Liga  | Liga  | Ascenso | Ascenso | Regional | Regional | Total | Total | Media goleadora |
| Formativas              | Temporada        | Div.             | Part. | Goles | Part.   | Goles   | Part.    | Goles    | Part. | Goles | Media goleadora |
| ----------------------- | ---------------- | ---------------- | ----- | ----- | ------- | ------- | -------- | -------- | ----- | ----- | --------------- |
| Colegio Miramadrid Inf. | 2015-16          | Inf.             | 20    | 37    | –       | –       | –        | –        | 20    | 37    | 1.85            |
| Colegio Miramadrid Juv. | 2016-17          | Juv.             | 23    | 28    | –       | –       | –        | –        | 23    | 28    | 1.22            |
| Colegio Miramadrid Juv. | 2017-18          | Juv.             | 24    | 46    | –       | –       | –        | –        | 24    | 46    | 1.92            |
| C. D. TACON Juv.        | 2018-19          | Pref.            | 27    | 55    | –       | –       | –        | –        | 27    | 55    | 2.04            |
| C. D. TACON Juv.        | 2019-20          | Pref.            | 14    | 47    | –       | –       | –        | –        | 14    | 47    | 3.36            |
| Total formativas        | Total formativas | Total formativas | 108   | 213   | 0       | 0       | 0        | 0        | 108   | 213   | 1.97            |
| 1. 2.                   |                  |                  |       |       |         |         |          |          |       |       |                 |

### Clubes
Actualizado al último partido disputado el 1 de junio de 2022.
| Formativas            | Temporada     | Div.          | Liga  | Liga  | Copa  | Copa  | Internacional | Internacional | Total | Total | Media goleadora |
| Formativas            | Temporada     | Div.          | Part. | Goles | Part. | Goles | Part.         | Goles         | Part. | Goles | Media goleadora |
| --------------------- | ------------- | ------------- | ----- | ----- | ----- | ----- | ------------- | ------------- | ----- | ----- | --------------- |
| C. D. TACON "B"       | 2019-20       | Reg.          | 10    | 18    | –     | –     | Inaccesibles  | Inaccesibles  | 10    | 18    | 1.80            |
| C. D. TACON           | 2019-20       | 1.ª           | 4     | –     | –     | –     | –             | –             | 4     | 0     | 0               |
| Real Madrid C. F. "B" | 2020-21       | Pref.         | 8     | 18    | –     | –     | Inaccesibles  | Inaccesibles  | 8     | 18    | 2.25            |
| Real Madrid C. F.     | 2020-21       | 1.ª           | 10    | 2     | –     | –     | –             | –             | 10    | 2     | 0.20            |
| Real Madrid C. F. "B" | 2021-22       | 1.ª Nac.      | 14    | 13    | –     | –     | Inaccesibles  | Inaccesibles  | 14    | 13    | 0.93            |
| Total carrera         | Total carrera | Total carrera | 46    | 51    | 0     | 0     | 0             | 0             | 46    | 51    | 1.11            |
| 1. 2. 3.              |               |               |       |       |       |       |               |               |       |       |                 |